# Limnonectes heinrichi
Limnonectes heinrichi är en groddjursart som först beskrevs av Ahl 1933.  Limnonectes heinrichi ingår i släktet Limnonectes och familjen Dicroglossidae. IUCN kategoriserar arten globalt som sårbar. Inga underarter finns listade i Catalogue of Life.